# Morti nel 1046
| Questa pagina contiene informazioni ricavate automaticamente dalle voci biografiche con l'ausilio del template Bio e di un bot. L'aggiornamento è periodico e automatico e ricostruisce completamente la pagina. Se manca una persona in questa lista, sei pregato di non aggiungerla, ma accertati piuttosto che la sua voce biografica contenga il template Bio e che i dati anagrafici siano correttamente compilati. Se il template Bio manca, inseriscilo tu stesso o, in alternativa, metti l'avviso {{tmp\|Bio}} che ne segnala la mancanza. Se i dati riportati sono sbagliati, correggi direttamente la voce biografica; le modifiche saranno visibili in questa lista entro pochi giorni. Per chiarimenti vedi il progetto biografie. La lista contiene solo le 14 persone che sono citate nell'enciclopedia e per le quali è stato implementato correttamente il template Bio. Pagina aggiornata al 18 giu 2025. |

- 24 gennaio - Eccardo II di Meißen, nobile tedesco (n. 985)
- 31 marzo - Guido di Pomposa, abate italiano (n. 970)
- 14 giugno - Riccardo di Saint-Vanne, religioso francese
- 24 giugno - Jeongjong II di Goryeo, re coreano (n. 1018)
- 18 luglio - Elia di Nisibi, vescovo cristiano orientale, scrittore e teologo siro (n. 975)
- 24 settembre - Gerardo di Csanád, vescovo e santo italiano
- 23 ottobre - Uta di Ballenstedt, nobildonna tedesca (n. 1000)
- 30 ottobre - Abate Oliva, spagnolo
- 6 novembre - Stefano di Apt, vescovo francese (n. 975)
- Edvige di Dabo, contessa francese
- Gothelo II della Bassa Lorena, duca
- Guglielmo Braccio di Ferro, condottiero normanno
- Guidone, vescovo italiano
- Al-Musta'in, emiro arabo